# Temporada de challengers da WTA de 2015
A temporada de challengers da WTA de 2015 foi o circuito secundário das tenistas profissionais organizado pela Associação de Tênis Feminino (WTA) para o ano em questão. O análogo masculino é o ATP Challenger Tour, e define-se como transição ao tênis de elite.
Situa-se abaixo do calendário principal e acima do circuito feminino da ITF.

## Calendário

### Países
| Torneios | País(es)                | País(es)           |
| -------- | ----------------------- | ------------------ |
| 2        | China                   | China              |
| 1        | Estados Unidos · França | Tailândia · Taiwan |

### Mudanças
- Torneio(s):
  - Debutantes: Carlsbad, Dalian e Hua Hin;
  - Extintos: Liampó e Suzhou.

### Semana a semana

#### Legenda
Abaixo estão exemplos, com explicações usando o elemento dica de contexto. Basta passar o cursor sobre cada linha pontilhada para lê-las.
| Semana de     | Torneio                                                                                    | Campeã(s)             | Vice-campeã(s)        | Resultado        |
| ------------- | ------------------------------------------------------------------------------------------ | --------------------- | --------------------- | ---------------- |
| 29 de outubro | OEC Taipei WTA Ladies Open · Taipé, Taiwan · US$ 125.000 – carpete (coberto) – 32S•16Q•16D | jogadora 1            | jogadora 2            | 7–61, 56–7, 6–4  |
| 29 de outubro | OEC Taipei WTA Ladies Open · Taipé, Taiwan · US$ 125.000 – carpete (coberto) – 32S•16Q•16D | jogadora 3 jogadora 4 | jogadora 5 jogadora 6 | 4–6, 6–4, [11–9] |

| Ordenação dos torneios | Quando mais de um torneio acontecer durante a semana: 1. Cidade (A-Z) |

| Ícones | Clicável      |                                        |                                           |
| Ícones | Clicável      | edição do torneio                      |                                           |
| Ícones | Não-clicáveis |                                        | primeiro título conquistado na modalidade |
| Ícones | Não-clicáveis | o(a) jogador(a)/país defendeu o título |                                           |

#### Torneios
| Semana de      | Torneio                                                                         | Campeã(s)                        | Vice-campeã(s)                          | Resultado        |
| -------------- | ------------------------------------------------------------------------------- | -------------------------------- | --------------------------------------- | ---------------- |
| 27 de julho    | Jiangxi Women's Open Nanchang, China US$ 125.000 – duro – 32S•16Q•16D           | Jelena Janković                  | Chang Kai-chen                          | 6–3, 7–66        |
| 27 de julho    | Jiangxi Women's Open Nanchang, China US$ 125.000 – duro – 32S•16Q•16D           | Chang Kai-chen Zheng Saisai      | Chan Chin-wei Wang Yafan                | 6–4, 4–6, [10–3] |
| 7 de setembro  | Dalian Women's Tennis Open Dalian, China US$ 115.000 – duro – 32S•16Q•16D       | Zheng Saisai                     | Julia Glushko                           | 2–6, 6–1, 7–5    |
| 7 de setembro  | Dalian Women's Tennis Open Dalian, China US$ 115.000 – duro – 32S•16Q•16D       | Zhang Kailin Zheng Saisai        | Chan Chin-wei Darija Jurak              | 6–3, 6–4         |
| 9 de novembro  | EA Hua Hin WTA 125 Series Hua Hin, Tailândia US$ 125.000 – duro – 32S•16Q•16D   | Yaroslava Shvedova               | Naomi Osaka                             | 6–4, 86–7, 6–4   |
| 9 de novembro  | EA Hua Hin WTA 125 Series Hua Hin, Tailândia US$ 125.000 – duro – 32S•16Q•16D   | Liang Chen Wang Yafan            | Varatchaya Wongteanchai Yang Zhaoxuan   | 6–3, 6–4         |
| 9 de novembro  | Engie Open de Limoges Limoges, França US$ 125.000 – duro (coberto) – 32S•14Q•8D | Caroline Garcia                  | Louisa Chirico                          | 6–1, 6–3         |
| 9 de novembro  | Engie Open de Limoges Limoges, França US$ 125.000 – duro (coberto) – 32S•14Q•8D | Barbora Krejčíková Mandy Minella | Margarita Gasparyan Oksana Kalashnikova | 1–6, 7–5, [10–6] |
| 16 de novembro | OEC WTA Ladies Open Taipé, Taiwan US$ 115.000 – carpete (coberto) – 32S•8Q•16D  | Tímea Babos                      | Misaki Doi                              | 7–5, 6–3         |
| 16 de novembro | OEC WTA Ladies Open Taipé, Taiwan US$ 115.000 – carpete (coberto) – 32S•8Q•16D  | Kanae Hisami Kotomi Takahata     | Marina Melnikova Elise Mertens          | 6–1, 6–2         |
| 23 de novembro | Carlsbad Classic Carlsbad, Estados Unidos US$ 125.000 – duro – 32S•8Q•8D        | Yanina Wickmayer                 | Nicole Gibbs                            | 6–3, 7–64        |
| 23 de novembro | Carlsbad Classic Carlsbad, Estados Unidos US$ 125.000 – duro – 32S•8Q•8D        | Gabriela Cé Verónica Cepede Royg | Oksana Kalashnikova Tatjana Maria       | 1–6, 6–4, [10–8] |

## Distribuição de pontos
A distribuição de pontos para torneios 125K em 2015 foi definida:
| Evento                                       | T   | F  | SF | QF | R16 | R32 | R64 | R128 | Q | Q3 | Q2 | Q1 |
| -------------------------------------------- | --- | -- | -- | -- | --- | --- | --- | ---- | - | -- | -- | -- |
| Simples + H: 32 principal, 16 qualificatório | 160 | 95 | 57 | 29 | 15  | 1   | –   | –    | 6 | –  | 4  | 1  |
| Simples + H: 32 principal, 8 qualificatório  | 160 | 95 | 57 | 29 | 15  | 1   | –   | –    | 6 | –  | 4  | 1  |
| Duplas + H: 16                               | 160 | 95 | 57 | 29 | 1   | –   | –   | –    | – | –  | –  | –  |
| Duplas + H: 8                                | 160 | 95 | 57 | 1  | –   | –   | –   | –    | – | –  | –  | –  |